# Surveyor 4
Surveyor 4 war die vierte Sonde der US-amerikanischen Raumfahrtagentur NASA im Rahmen des Surveyor-Programms. Das Surveyor-Programm war Nachfolger des Ranger-Programms und sollte die erste bemannte Mondlandung vorbereiten. Surveyor 4 sollte unbeschädigt auf dem Mond landen und von dort Bilder und Daten zur Erde übermitteln. Die Mission scheiterte.

## Mission
Surveyor 4 startete am 14. Juli 1967 an Bord einer Atlas-Centaur-Rakete von der Startrampe LC-36 der  Cape Canaveral Air Force Station. Nach einem ereignislosen Flug erreichte die Sonde am 17. Juli 1967 den Mond. Ungefähr 3 Minuten vor dem geplanten Aufsetzen auf der Mondoberfläche rissen die Funksignale ab. Weitere Bemühungen, Kontakt aufzunehmen, schlugen fehl. Es wird vermutet, dass die Sonde im Landeanflug aufgrund einer Fehlfunktion explodierte.